# 分位函数

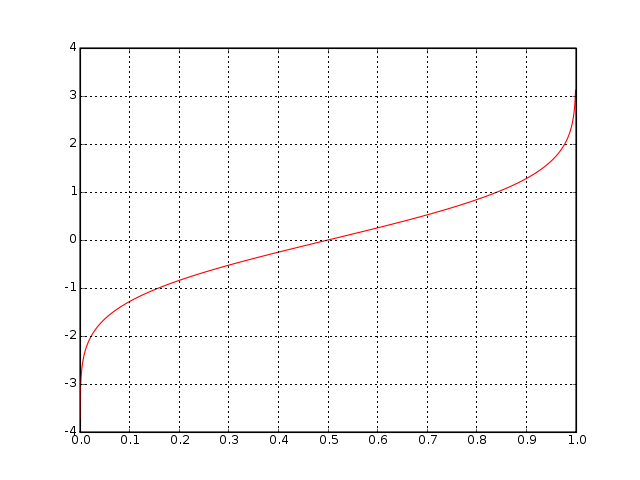
波比是正态分布的分位函数。

在概率和统计学中，与随机变量的概率分布相关联的分位函数（英語：Quantile function）指定随机变量的值，使得变量小于或等于该值的概率等于给定概率。 直观地说，分位函数与概率输入处和以下的范围相关联，即随机变量在该范围内实现某个概率分布的可能性。 

## 定义
对于一个连续且严格单调的分布函数，例如，一个随机变量X的累积分布函数{\displaystyle F_{X}\colon R\to [0,1]}，分位函数{\displaystyle Q}返回一个阈值{\displaystyle x}，低于该阈值从给定的累积分布函数(cdf)中随机抽取会下降 {\displaystyle p}百分比的时间。
就分布函数{\displaystyle F}而言，分位函数{\displaystyle Q}返回值{\displaystyle x}使得
{\displaystyle F_{X}(x):=\Pr(X\leq x)=p.\,}

## 应用
分位函数用于统计应用和蒙特卡洛方法。
分位函数是规定概率分布的一种方式，它是概率密度函数(pdf)、或概率质量函数(pmf)、累积分布函数(cdf)、和特征函数的替代方法。概率分布的分位函数 {\displaystyle Q} 是其累积分布函数 {\displaystyle F}的反函数。分位函数的导数，即分位密度函数，是另一种规定概率分布的方式。 它是由分位函数组成的概率密度函数(pdf)的倒数。
对于统计应用程序，用户需要知道给定分布的关键百分比。 例如，它们需要中位数和25%和75%的四分位数，如上例所示，或 5%、95%、2.5%、97.5% 的水平用于其他应用，例如评估其已知分布的观察的统计显着性； 请参阅分位数条目。 在电脑普及之前，书籍的附录中附有统计表对分位函数进行抽样的情况并不少见。Gilchrist广泛讨论了分位函数的统计应用。
蒙特卡洛模拟采用分位函数来生成非均匀随机数或伪随机数，以用于各种类型的模拟计算。原则上可以通过将分位函数应用于均匀分布的样本来获得来自给定分布的样本。

## 参阅
- 逆变换采样
- 百分點
- 分位数

## 延伸阅读
- （英文）Abernathy, Roger W. and Smith, Robert P. (1993) *"Applying series expansion to the inverse beta distribution to find percentiles of the F-distribution", ACM Trans. Math. Softw., 9 (4), 478–480 doi:10.1145/168173.168387
- （英文）Refinement of the Normal Quantile
- （英文）New Methods for Managing "Student's" T Distribution
- （英文）ACM Algorithm 396: Student's t-Quantiles